# Weborama.fm
Веборама — онлайн-сервис, позволяющий пользователям обмениваться друг с другом музыкальной информацией в свободной форме. У зарегистрированного пользователя есть возможность загружать, хранить и воспроизводить музыкальную информацию, а также сопутствующие видеофайлы, тексты и изображения. Ресурс был создан компанией Unistar и дизайн-бюро Артёма Горбунова в 2008 году. 
У пользователей есть возможность выбрать музыку под определённое настроение. Зарегистрированные пользователи сервиса могут публиковать рецензии на альбом любого исполнителя. В феврале 2010 года на сайте были представлены 2 372 исполнителей, 11 199 альбомов и 461 325 песен. 
Во второй половине 2010-х годов сайт закрылся.